# ژرژ پران
ژرژ پران (انگلیسی: Georges Parent؛ ۱۵ سپتامبر ۱۸۸۵ – ۲۲ اکتبر ۱۹۱۸ (aged 33)) ورزشکار دوچرخه‌سواری پیست اهل فرانسه بود.
وی در مسابقات کشوری و بین‌المللی در مجموع برندهٔ ۳ مدال طلا، ۱ مدال برنز شده‌است.